# Доткевич, Антон Львович
Антон Львович Доткевич (1861 — 11 [24] сентября 1905, Кизел) — горный инженер, управитель Кизеловских копей в 1887—1905 годах.

## Биография
Окончил Горный институт в 1887 году по первому разряду.
С 1887 года состоял на частной службе.
В июне 1899 года принимал участие в уральской экспедиции Д. И. Менделеева, предоставил материал для книги «Уральская железная промышленность в 1899 году».
Служил на каменноугольных копиях Кизеловского округа князя С. С. Абамелек-Лазарева в должности управителя Кизеловских копей.

## Пожар на «Княжеской копи»
Пожары на Кизеловских копях имели место неоднократно, и довольно скоро прекращались преграждением доступа воздуха в выработки.
11 сентября 1905 года пожар на «Княжеской» каменноугольной копи Кизеловского округа князя С. С. Абамелек-Лазарева возник совершенно неожиданно, распространился с такой быстротой, что 12 рабочих и 2 техника не успели подняться на поверхность и задохнулись в выработках.
При попытке открыть закупоренные штольни и проникнуть в рудник погибло ещё несколько человек и среди них горный инженер А.Л. Доткевич вместе с помощником смотрителя Коршуновской копи штейгером В.А. Власовским. Для обследования состояния выработок после пожара и одновременного испытания новых дыхательных аппаратов пнейматогенов группа инженеров и штегейров зашла в заперемыченное пространство Княжеской копи. В результате неумелого обращения с пнейматогенами управляющий Княжеской и Коршуновской копей А. Л. Доткевич и штейгер В. А. Власовских погибли от отравления угарным газом.
В то же время чуть не сделался жертвой удушливых газов управляющий Кизеловским округом Василий Николаевич Грамматчиков, которого с трудом спасли рабочие и вынесли в бессознательном состоянии.
Трагическая кончина Антона Львовича вызвала глубокое сожаление товарищей, сослуживцев и особенно рабочих, которые ценили в нём отзывчивого и справедливого начальника.

## Награды и чины
За свои достижения был неоднократно отмечен:
- 7.7.1887 — коллежский секретарь[5];

## Публикации
- Доткевич А. Л. Приложение 16. Запасы каменного угля в Кизеловской даче кн. Е. Х. Абамелек-Лазаревой//Уральская железная промышленность в 1899 году/ Ред. Д. И. Менделеев. — СПб.: Типография В. Демакова, 1900
- Доткевич А. Проволочно-канатная дорога на Кизеловских копях//Уральское горное обозрение, №9, 1901.